# 岡田牧雄
岡田 牧雄（おかだ まきお、1952年5月14日 - ）は、日本の実業家、馬主。
競走馬生産牧場の岡田スタッド、種牡馬繋養牧場のレックススタッドの代表を務めている。「マイネル軍団」総帥として知られたサラブレッドクラブ・ラフィアン前代表の岡田繁幸は実兄。

## 来歴
1952年、北海道静内町にて岡田蔚男の次男として誕生する。家族共々結核にかかりやすい体質で、牧雄も幼い頃に6年間の入院経験があった。
1972年に蔚男が生産牧場の「岡田蔚男牧場」を開業。繁幸と共に競馬場によく連れていかれるようになり、勝ち馬の予想もするようになった。
1974年、医師から結核による再度の入院を勧められたことをきっかけに渡米。ケンタッキー州のノルマンディーファームへ就職した。渡米後に結核が回復したこともあり、生産や調教技術を学んだ後、カリフォルニア州のトミー・ドイル厩舎を引き継ぐことになり、アメリカの調教師免許も取得した。しかし、父親の牧場を引き継ぐ予定であった繁幸が、父親との経営方針の違いから独立してしまったため、呼び戻される形で帰国することとなった。
こうして1981年に父親から牧場を引き継ぎ、1984年に現在の名称である「岡田スタッド」に改称した。以後、オーナーブリーダーとして活動していくことになる。

## 人物
栗田博憲元調教師と親交が深く、恩師と慕っている。その由縁は渡米時にカリフォルニアの競馬場で出会ったことが始まりであり、帰国後、牧雄の所有馬の管理を快く受け入れてくれるようになった。管理した牧雄の所有馬では、初期の所有馬であるマイネルダビテで共同通信杯を制し、後の生産馬で、菊花賞などを制したタイトルホルダーの母親であるメーヴェでは5勝を挙げている。なお、タイトルホルダーは、博憲の義理の息子である栗田徹の管理馬である。

## エピソード

### マイネルダビテとの絆
1986年、所有していた繁殖牝馬のほとんどが馬鼻肺炎ウイルスにより流産となり、牧場経営が窮地に陥っていた。そんな時、前年に購入していた所有馬のマイネルダビテが共同通信杯を制し、賞金の3000万円が入ったことで難を逃れた。マイネルダビテは引退後、種牡馬となることはできなかったが、牧雄が牧場で面倒を見続け、良き相談相手になっていたという。そして、2021年にシンザンを越える36歳8ヶ月の大往生を遂げた。牧雄は、マイネルダビテへの思い入れについて、「（ノルマンディーサラブレッドレーシングの所有馬で、三冠牝馬となった）デアリングタクトとどっちが思い入れあるかって言ったら、圧倒的にダビテですよ。私にとっては無二の存在です。」と語っている。

## 親族
父の蔚男は、岡田スタッドの前身である岡田蔚男牧場を開業した。その父、牧雄の祖父にあたる岡田睦次も、本業は雑貨商であったがその傍らで牧場を開業している。
また、子供も馬に関わる職に就いており、将一はノルマンディーサラブレッドレーシングの代表を、壮史は愛馬会法人の「ノルマンディーオーナーズクラブ」の代表をそれぞれ務めている。

## 馬主活動と所有馬

岡田の勝負服

勝負服は水色、白山形二本輪で、ノルマンディーサラブレッドレーシングとは袖の柄が縦縞かどうかの違いとなっている。冠名は特に用いない。
自身の所有馬は岡田スタッド生産とは限らないことが多い。また、関口房朗の元所有馬も4頭所有している。

### 主な所有馬
株式会社レックスのオーナーズクラブ「PRO」の所有馬も含まれる。
- マイネルダビテ（1987年共同通信杯4歳ステークス）
- フサイチアソート（2007年東京スポーツ杯2歳ステークス、関口房朗より譲渡）
- メリッサ（2010年北九州記念）
- メーヴェ（タイトルホルダー、メロディーレーンの母）
- スノードラゴン（2014年スプリンターズステークス）
- ライジングリーズン（2017年フェアリーステークス）
- ローズプリンスダム（2017年レパードステークス）
- メロディーレーン（2021年古都ステークス、JRA史上最軽馬体重勝利記録保持）
- ブローザホーン（2024年日経新春杯、宝塚記念）[4]
- ドロップオブライト（2024年CBC賞）

太字はGI・JpnI競走を示す

### 過去の所有馬
- シンキングダンサー（2017年東京ジャンプステークス、2018年頃に佐藤雄司に名義変更）